# Maison de l'architecte Ernest Kalas
La  Maison de l'architecte Ernest Kalas  situé au 23 rue Gambetta à Reims, est un bâtiment de l’architecte Ernest Kalas classée Maison patrimoine du XXe.

## Présentation
Cette maison construit par l’architecte Ernest Kalas pour lui-même.
Elle fait partie des premières habitations particulières reconstruites dans le centre de Reims vers 1920.
Elle comporte deux étages sur un demi-rez-de-chaussée.
La partie du toit en ardoise, visible de la rue est courbée.
Elle est également reprise comme élément de patrimoine d’intérêt local.
Dans sa description, le PLU de Reims indique que « la toiture en zinc avec un avant-toit courbé en ardoise, répond aux contre-courbes de la clôture » visible de la rue Gambetta.
La maison est classée "Maison patrimoine du XXe" depuis septembre 2000.
Ernest Kalas décède dans cette maison, le 9 décembre 1928.

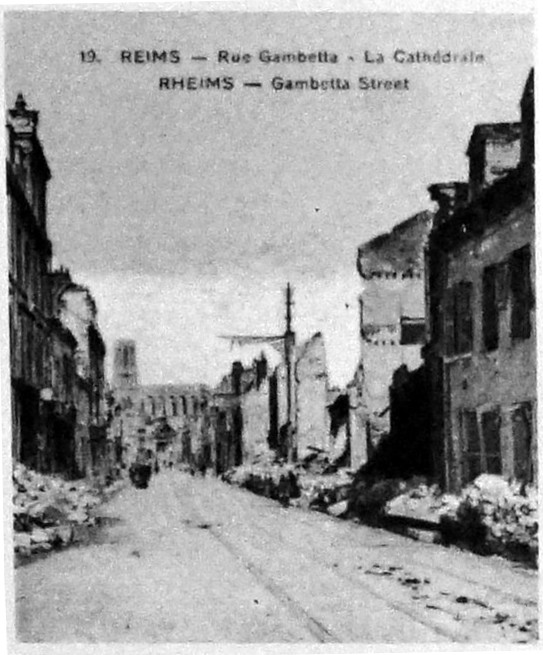
Rue Gambetta sur une vue ancienne.